# Pip Harris
Peter Valentine "Pip" Harris (6 augustus 1927 - Bridgnorth, februari 2013) was een Brits motorcoureur in de zijspanklasse.

In navolging van zijn vader Harry en zijn broer John kreeg Pip Harris al snel interesse in motorfietsen. Hij reed zijn eerste seizoen grasbaanraces in 1946 met een zelfbouw motorfiets die bedoeld was voor zandbaanraces en waarvan hij het motorblok opblies.
In 1948 stapte hij over op wegraces met een 596 cc Norton die hij kocht van Jack Surtees, de vader van John Surtees. Hij kocht daarna nog twee 1.000 cc Vincents, maar ging daarna toch terug naar een Norton-Watsonian zijspancombinatie.
In 1955 kocht hij een Matchless en in 1958 stapte hij over op BMW-langeslagmotoren. Omdat hij geen fabrieksrijder was moest hij de motor zelf betalen en dat deed hij samen met Jackie Beeton.
Pip Harris had twee “vaste” bakkenisten: Neil Smith en later Ray Campbell, die hem jarenlang zou blijven vergezellen.
Zijn grootste teleurstelling was dat hij nooit de Sidecar TT op het eiland Man  won. Hij werd wel enkele malen tweede en derde. Toch zei hij na zijn actieve jaren dat hij van elke minuut van het racen genoten had. Zijn lievelingsrace was de TT van Assen, waar hij in het seizoen 1960 zijn enige overwinning in het wereldkampioenschap wegrace haalde, samen met Ray Campbell. Ze werden in dat jaar ook derde in het wereldkampioenschap achter Helmut Fath/Fritz Wohlgemut en Fritz Scheidegger/Horst Burkhardt.
Zijn favoriete Britse circuit was Oulton Park, waar hij in 1973 zijn laatste race reed.
Pip Harris werd drie keer Brits ACU-kampioen. Hij was ook de eerste winnaar van de £500 zijspanrace, wat in die tijd voor een privérijder veel geld was.

## Carrière

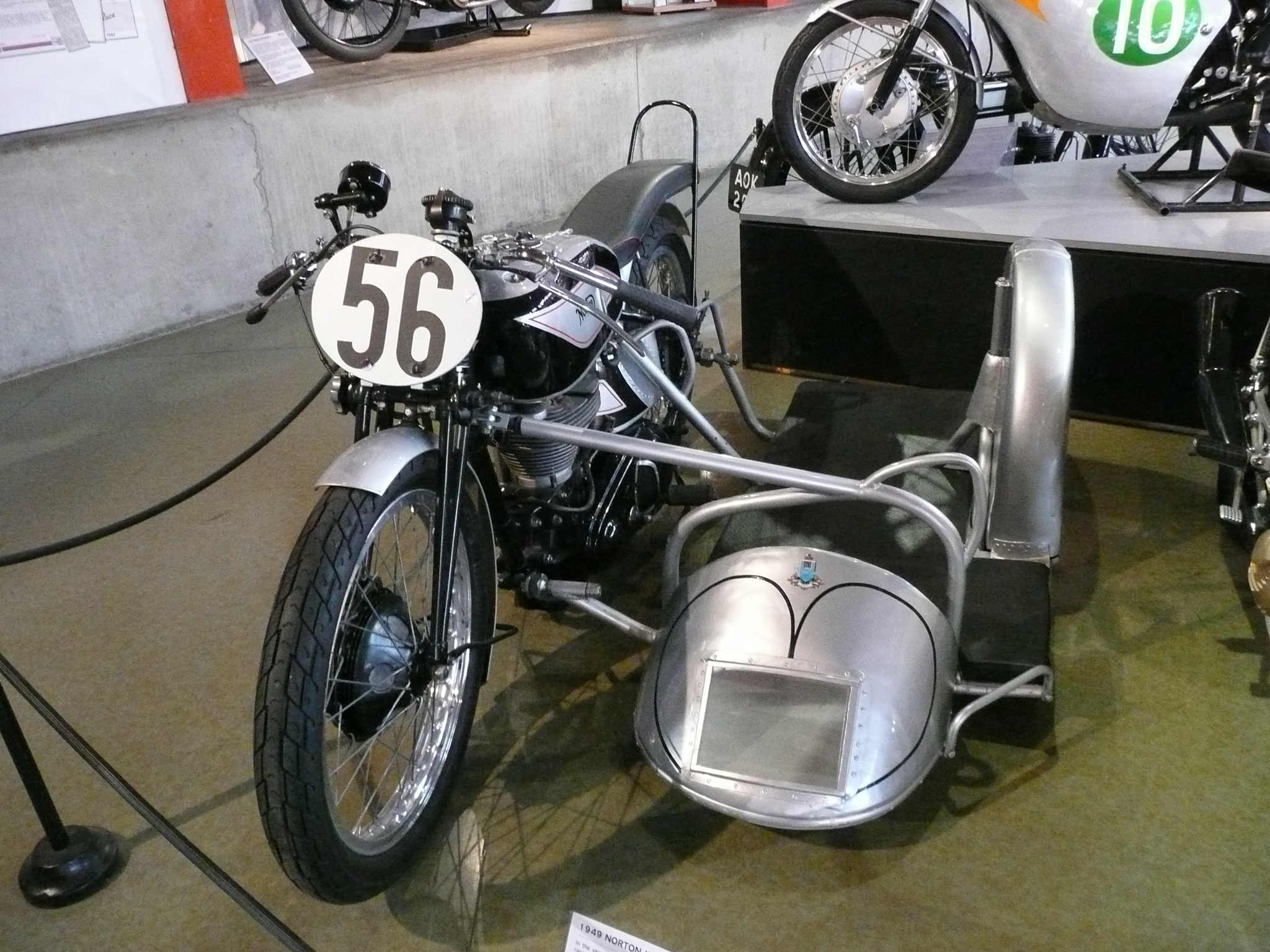
Norton-Watsonian zijspancombinatie uit 1949

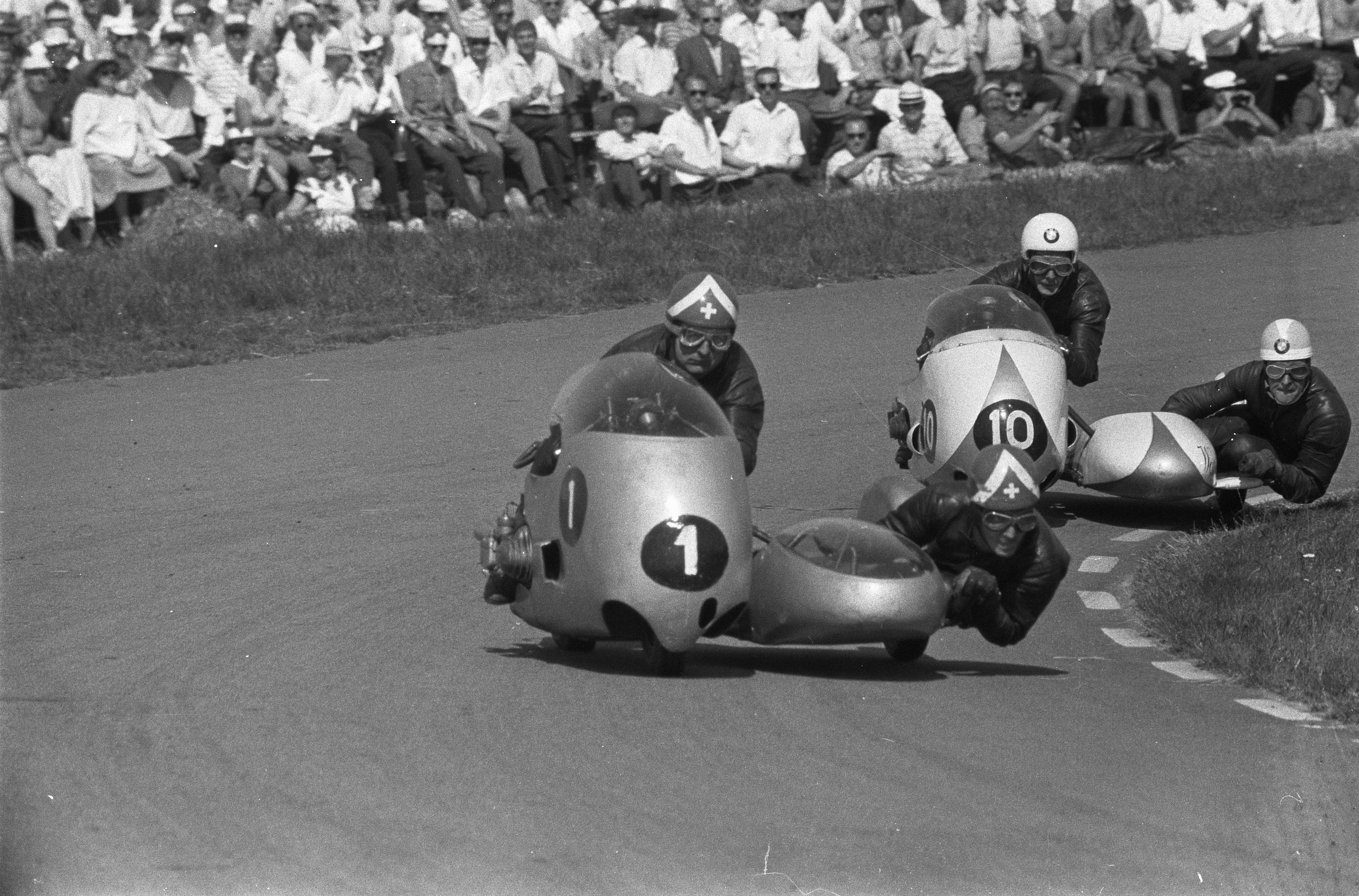
Pip Harris en Ray Campbell (nr. 10) in 1960 in de TT van Assen in de achtervolging op Florian Camathias en Roland Föll. Harris/Campbell wonnen de race

In 1949 kwam Pip Harris voor het eerst voor in de statistieken van het wereldkampioenschap. De Sidecar TT bestond toen nog niet (die werd pas vanaf 1954 georganiseerd), maar toch haalde hij met bakkenist Neil Smith de tiende plaats in het wereldkampioenschap.
In 1951 scoorden Harris en Smith twee podiumplaatsen:  in de GP van België op Spa-Francorchamps en de GP des Nations op Monza werden ze derde en in het wereldkampioenschap werden ze vierde. Ze reden toen nog steeds met de Norton-Watsonian combinatie.
In 1953 werd hij samen met Ray Campbell tweede in de Ulster Grand Prix en ze werden vijfde in het wereldkampioenschap.
In 1954 reed hij samen met Ray Cambell zijn eerste Sidecar TT op Man, maar ze vielen uit.
In 1955 kocht Pip Harris een Matchless G50 blok om in zijn zijspancombinatie te bouwen. Met Ray Campbell werd hij nu derde in de Sidecar TT en in het wereldkampioenschap werden ze zevende. In dat jaar waren de BMW-fabrieksrijders met hun RS 54-motoren al bijna niet meer te verslaan.
In 1956 draaiden Pip en Ray eigenlijk een heel goed seizoen. Ondanks de overmacht van de BMW’s  werden ze met een Norton Manx tweede in de Sidecar TT, de GP van België, de Ulster Grand Prix en de GP des Nations en werden ze derde in het kampioenschap als beste Norton-combinatie.
In 1957 reden ze waarschijnlijk maar weinig races. In elk geval vielen ze in de Sidecar TT uit, maar ze scoorden toch ergens drie punten, waarmee ze slechts tiende in het wereldkampioenschap werden.
In 1958 vielen ze uit in de Sidecar TT en in 1959, hun eerste jaar met een BMW, ook. Toen werden ze echter wel tweede in de TT van Assen en in het wereldkampioenschap eindigden ze op de zevende plaats.
In 1960 hadden ze een bijzonder goed seizoen, hoewel Helmut Fath en Alfred Wohlgemut in dat jaar bijna onverslaanbaar waren. Bijna, want in Assen werden ze tweede achter Harris/Campbell. Die werden ook tweede in de Sidecar TT en eindigden in het wereldkampioenschap op de derde plaats achter Fath/Wohlgemut en Scheidegger/Burkhardt.
In 1961 werden Harris en Campbell twee keer derde: in de Sidecar TT en in de Grand Prix van België. Ze eindigden daardoor slechts als achtste in het wereldkampioenschap.
In 1964 werden ze met vier punten negende in het wereldkampioenschap. In 1965 reed Pip Harris met een andere bakkenist, John Thornton, in de Sidecar TT, waar ze de finish niet haalden. Samen met Ray Campbell werd hij in België derde waardoor ze twaalfde in het wereldkampioenschap werden.
In 1967 was John Thornton zijn vaste bakkenist. Ze werden vierde in de Sidecar TT en derde in de TT van Assen. In het wereldkampioenschap werden ze zevende. Het was de laatste deelname van Pip Harris aan de Sidecar TT.
Pas in 1970 verscheen Pip Harris weer op de internationale circuits, dit keer met Ray Lindsay. Hij was een ervaren bakkenist, die al had samengewerkt met Harold Scholes, die in 1962 verongelukte op Brands Hatch, met Norman Huntingford (in 1966 verongelukt in Assen) en met Colin Seeley. Harris en Lindsay scoorden samen tien punten doordat ze in België derde werden en eindigden als twaalfde in het wereldkampioenschap.

## Wereldkampioenschap wegrace resultaten
|         | 1e | 2e | 3e | 4e | 5e | snelste ronde |
| ------- | -- | -- | -- | -- | -- | ------------- |
| Punten: | 10 | 8  | 7  | 6  | 5  | 1             |

|         | 1e | 2e | 3e | 4e | 5e | 6e |
| ------- | -- | -- | -- | -- | -- | -- |
| Punten: | 8  | 6  | 4  | 3  | 2  | 1  |

|         | 1e | 2e | 3e | 4e | 5e | 6e | 7e | 8e | 9e | 10e |
| ------- | -- | -- | -- | -- | -- | -- | -- | -- | -- | --- |
| Punten: | 15 | 12 | 10 | 8  | 6  | 5  | 4  | 3  | 2  | 1   |

(Races in vet zijn polepositions; races in cursief geven de snelste ronde aan, punten (tussen haakjes) zijn inclusief streepresultaten)
| Jaar | Klasse  | Bakkenist                    | Team  | Motorfiets                    | 1       | 2       | 3     | 4       | 5       | 6       | 7     | 8     | 9     | 10    | 11    | Punten | Plaats |                                                              | Wereldkampioen |
| 1949 | Zijspan | Neil Smith                   | Privé | Norton 30M Manx 500-Watsonian |         | ZWI -   |       | BEL 5   |         | NAT -   |       |       |       |       |       | 5      | 9e     | Eric Oliver / Denis Jenkinson, Norton 30M Manx 500-Watsonian |                |
| 1951 | Zijspan | Neil Smith                   | Privé | Norton 30M Manx 500-Watsonian | SPA -   | ZWI -   |       | BEL 3   |         | FRA -   |       | NAT 3 |       |       |       | 8      | 4e     | Eric Oliver / Lorenzo Dobelli, Norton 30M Manx 500-Watsonian |                |
| 1953 | Zijspan | Ray Campbell                 | Privé | Norton 30M Manx 500-Watsonian |         |         | BEL - |         | FRA -   | ULS 2   | ZWI - | NAT - |       |       |       | 6      | 5e     | Eric Oliver / Stanley Dibben, Norton 30M Manx 500-Watsonian  |                |
| 1954 | Zijspan | Ray Campbell                 | Privé | Norton 30M Manx 500-Watsonian |         | IOM DNF | ULS - | BEL -   |         | DUI -   | ZWI - | NAT - |       |       |       | 0      | -      | Wilhelm Noll / Fritz Cron, BMW                               |                |
| 1955 | Zijspan | Ray Campbell                 | Privé | Matchless G50-Watsonian       | SPA -   |         | IOM 3 | DUI -   | BEL 5   | NED DNF |       | NAT - |       |       |       | 6      | 7e     | Willi Faust / Karl Remmert, BMW                              |                |
| 1956 | Zijspan | Ray Campbell                 | Privé | Norton 30M Manx 500-Watsonian | IOM 2   | NED DNF | BEL 2 | DUI -   | ULS 2   | NAT 2   |       |       |       |       |       | 24     | 3e     | Wilhelm Noll / Fritz Cron, BMW                               |                |
| 1957 | Zijspan | Ray Campbell                 | Privé | Norton 30M Manx 500-Watsonian | DUI -   | IOM DNF | NED - | BEL 4   |         | NAT -   |       |       |       |       |       | 3      | 10e    | Fritz Hillebrand (†)/ Manfred Grunwald, BMW                  |                |
| 1958 | Zijspan | Ray Campbell                 | Privé | Norton 30M Manx 500-Watsonian | IOM DNF | NED -   | BEL - | DUI -   |         |         |       |       |       |       |       | 0      | -      | Walter Schneider / Hans Strauß, BMW                          |                |
| 1959 | Zijspan | Ray Campbell                 | Privé | BMW                           | FRA -   | IOM DNF | DUI - | NED 2   | BEL -   |         |       |       |       |       |       | 6      | 7e     | Walter Schneider / Hans Strauß, BMW                          |                |
| 1960 | Zijspan | Ray Campbell                 | Privé | BMW                           | FRA -   | IOM 2   | NED 1 | BEL -   | DUI -   |         |       |       |       |       |       | 14     | 3e     | Helmut Fath / Alfred Wohlgemuth, BMW                         |                |
| 1961 | Zijspan | Ray Campbell                 | Privé | BMW                           | SPA -   | DUI -   | FRA - | IOM 3   | NED DNF | BEL 3   |       |       |       |       |       | 8      | 8e     | Max Deubel / Emil Hörner, BMW                                |                |
| 1963 | Zijspan | Ray Campbell                 | Privé | BMW                           | SPA -   | DUI -   | FRA - | IOM DNF | NED -   | BEL -   |       |       |       |       |       | 0      | -      | Max Deubel / Emil Hörner / Barry Dungsworth, BMW             |                |
| 1964 | Zijspan | Ray Campbell                 | Privé | BMW                           |         | SPA -   | FRA - | IOM -   | NED -   | BEL 4   | DUI - |       |       |       |       | 3      | 9e     | Max Deubel / Emil Hörner, BMW                                |                |
| 1965 | Zijspan | Ray Campbell / John Thornton | Privé | BMW                           |         | DUI -   | SPA - | FRA -   | IOM DNF | NED DNF | BEL 3 | NAT - |       |       |       | 4      | 12e    | Fritz Scheidegger / John Robinson, BMW                       |                |
| 1967 | Zijspan | John Thornton                | Privé | BMW                           | SPA -   | DUI -   | FRA - | IOM 4   | NED 3   | BEL 4   |       |       | FIN - |       | NAT - | 10     | 7e     | Klaus Enders / Ralf Engelhardt / BMW                         |                |
| 1970 | Zijspan | Ray Lindsay                  | Privé | BMW                           | DUI -   | FRA -   |       | IOM -   | NED DNF | BEL 3   |       | TSL - | FIN - | ULS - |       | 10     | 12e    | Klaus Enders / Wolfgang Kalauch / Ralf Engelhardt, BMW       |                |